# Vorzeitige Plazentalösung
Bei der vorzeitigen Plazentalösung hat sich der Mutterkuchen vor der Geburt des Kindes von der Uterushaftfläche gelöst. Eine mütterliche Perfusion des Mutterkuchens ist nicht mehr gewährleistet. Diese Ablösung kann teilweise oder vollständig vonstattengehen.

## Gründe
Durch die Bildung eines Hämatoms hinter der Plazenta kann es zu einer Lösung kommen. Dieses Hämatom kann durch verschiedene Faktoren, wie Trauma, Bluthochdruck, vorzeitiger Blasensprung, Uterusanomalien, kurze Nabelschnur, aber auch Mangelernährung oder Nikotin- und Drogenmissbrauch der Mutter ausgelöst werden. Des Weiteren nimmt die Gefahr der Plazentalösung mit jedem Kind zu.

## Klinik
Neben einer dunkelroten, vaginalen Schmierblutung (→ Peripartale Blutung) unterschiedlicher Stärke finden sich starke kontinuierliche Schmerzen mit dauerhaftem Hartwerden der Gebärmutter. Des Weiteren treten Unruhe, Schwäche, Angst- und Durstgefühl und Übelkeit auf. In der kindlichen Herztonableitung (CTG) finden sich Zeichen des akuten Sauerstoffmangels. Bei starkem mütterlichem Blutverlust zeigen sich auch Schockzeichen bei der Mutter mit Auftreten von Gerinnungsstörungen.

## Diagnostik
Neben dem Ultraschall mit Dopplersonografie kommt der Gerinnungsdiagnostik besondere Bedeutung zu, da durch die Aktivierung der Gerinnungskaskade ein verstärkter Verbrauch von Thrombozyten und Gerinnungsfaktoren auftritt.
Die Mortalität der Mutter liegt bei ca. 1 %; die des Kindes, abhängig von dessen Gewicht, zwischen 10 % und 67 %.

## Quelle
- Schneider, Husslein. Die Geburtshilfe. Springer Verlag, ISBN 3-540-44032-1